# RTP Bolivie
Pour les articles homonymes, voir RTP.
Radio Televisión Popular ou Bolivia TV2 est une chaîne de télévision publique bolivienne lancée le 21 juin 1984.